# تک‌آرت جی‌تی‌اسپورت
تک‌آرت جی‌تیاسپورت (TECHART GTsport) خودرویی است که از سال ۲۰۰۶ تا کنون تولید شده‌است.
این خودرو در کلاس خودرو اسپورت قرار گرفته و طراحی آن موتور وسط بوده وزن آن در حالت طبیعی ۳٬۱۲۰ پوند (۱٬۴۱۵ کیلوگرم)  است. سیستم جعبه‌دندهٔ آن ۶ دنده به صورت دستی است.